# Ghazi I.
Ghazi I. (arabsky: غازي الأول, Ġāzī bin Fayṣal, také Gházi, 12. března 1912 Mekka – 4. dubna 1939) byl v letech 1933 až 1939 irácký král. Panoval pouze 6 let jelikož se stal obětí autonehody při níž zemřel. Pocházel z dynastie Hášimovců.
Byl jediným synem prvního moderního iráckého krále Fajsala. Gháziho ženou a iráckou královnou byla jeho sestřenice Alija, která byla dcerou hidžázského krále Alího. Jejich jediným synem byl Fajsal II, který po Ghaziho smrti nastoupil na trůn.
Roku 1933 jen rok po vyhlášení nezávislosti Iráckého království zemřel 8. září král Fajsal a na trůn nastoupil jeho syn Gházi, který však vládl jen do 4. dubna 1939, kdy zemřel při autonehodě. O této autonehodě se spekulovalo jako o atentátu, jelikož byl král v autě nalezen s prostřelenou hlavou. Během jeho vlády však vláda neuskutečnila kroky ke zrušení pobytu britských základen na iráckém území či o revizi anglo-irácké dohody.
Roku po smrti krále Gházího se králem stal jeho jediný, tehdy čtyřletý syn Fajsal, za kterého ale do jeho plnoletosti vládl jako regent jeho strýc (bratranc krále Gháziho) princ 'Abd al-llah.

## Vyznamenání
- rytíř Řádu Serafínů – Švédsko, 2. listopadu 1934
- řetěz Řádu Pahlaví – Írán, 1937
- velkostuha Nejvyššího řádu renesance – Jordánsko
- řetěz Řádu Muhammada Alího – Egyptské království